# Boja

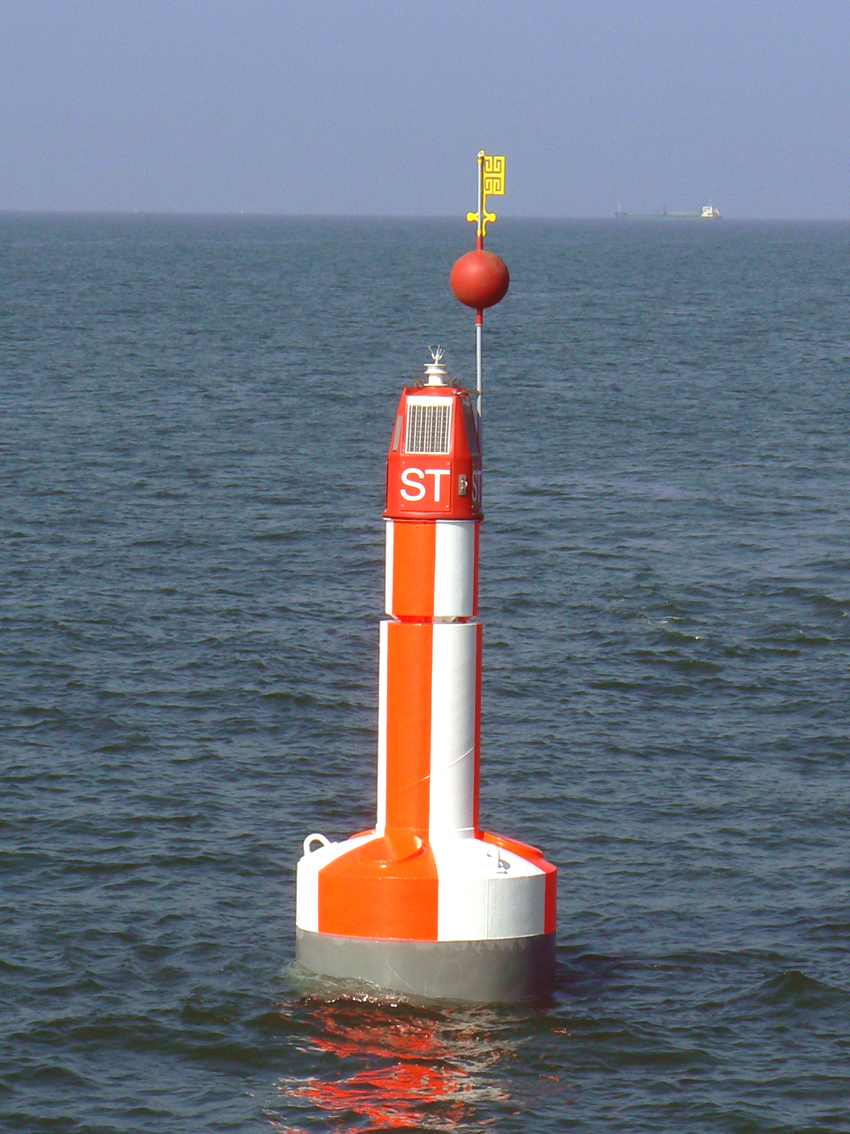
Pława bezpiecznej wody

Boja, pława (ang. buoy) – urządzenie pływające zakotwiczone za pomocą martwej kotwicy lub swobodnie dryfujące – bywa wyposażana w znak szczytowy, w reflektor (odbłyśnik radarowy), w światło o określonej charakterystyce, dziś już rzadziej w dzwon lub buczek (dźwięk bez określonej charakterystyki powodowany kołysaniem się boi), także w urządzenia radiowe lub radarowe (Racon). Wyposażenie to zasilane jest z okresowo wymienianego akumulatora lub energią generowaną dzięki słońcu, wiatrowi lub falowaniu. Część boi świetlnych zasilana jest gazem z zainstalowanego zbiornika.
Boja została wynaleziona w 1066 roku w Niemczech (rzeka Wezera).
Pławy służące do oznaczania toru wodnego na śródlądowych drogach wodnych bywają też nazywane baken lub bakan (ros. бакeн, бакан) (niderlandzki – baken).
Boje służą do:
- oznakowania nawigacyjnego torów żeglugowych, miejsce niebezpiecznych, granic akwenów – patrz system IALA,
- oznakowania sprzętu rybackiego (np. boje znakowe), hydrograficznego (badanie prądów morskich, falowania itp.),
- oznakowania leżących na dnie kotwic,
- cumowania jednostek pływających,
- oznakowania i komunikacji z niemogącymi się wynurzyć okrętami podwodnymi – boja ratunkowa,
- automatycznego sygnalizowania pozycji wypadku morskiego (radiopława) – EPIRB (Emergency Position-Indicating Radio Beacon), transponder radarowy (SART – Search And Rescue Transponder),
- i inne.